# Баденська культура
Баденська культура, (в Угорщині — Пецельська культура, у Польщі — Проміниста культура) — археологічна культура енеоліту Центральної і Південно-Східної Європи.
Датується 2800—2200 роками до н. е. за старим датуванням й 3600/3500/3400 — 2900/2800 роками за новим датуванням.
Як варіанти баденської розглядаються костолацька і болеразька культури, хоча вони мають ряд важливих відмінностей.

## Історія відкриття
Відкрита археологом Гальяно у 1892 році на базі артефактів, знайдених на південь від Відня (Австрія).

## Поширення
Україна (Закарпаття), Словаччина (Болеразька культура), Угорщина, південна Польща, Чехія, північна Сербія, Хорватія, Австрія, південна Німеччина, Швейцарія,.

## Походження і генетичні зв'язки
Виникла в результаті експансії Чорнаводської культури на захід за так званою «аварською стежкою» (угору Дунаєм). Витіснила Лендельську культуру у регіон Скандинавії, де та породила культуру лійчастого посуду.
Пізніше територію баденською культури займають народи культури бойових сокир.
Спадкоємцями баденською культури вважаються вучедольська культура, усатівська культура, Езерська культура, культура Юнаціте і ряд інших. Всі ці культури, крім власне баденських елементів, ввібрали деякі елементи асимільованих ними місцевих культур енеоліту.

## Стадії розвитку
- Ласиньська культура (3700 р. до н. е.)
- Болеразька культура (3500 р. до н. е.)
- Постболеразька культура
- Класичний Баден (3400 р. до н. е. та пізніше)
- Зникнення близько 3000 р. до н. е. (перехід в постбаденські культури)

## Етнічна приналежність
Відповідно до думки Марії Гімбутас баденська культура являла собою одну з перших хвиль індоєвропейців в Європі. За однією з гіпотез, баденська культура поряд з спорідненими пецельською і коцофеньською культурами була загальним предком носіїв італійських мов і лузитанів.
На погляд Лева Клейна, комплекс баденських культур був предковим для носіїв анатолійських мов (протохеттів).

## Житла
Населення жило в укріплених селищах з кам'яними стінами.

## Артефакти
Виготовляли прикраси з раковин і міді (кільця). Використовувалися луки і стріли. Знайдено сліди кераміки і глиняні фігурки тварин. Передбачається, що племена баденської культури були знайомі з колісним транспортом (вози).

## Поховання
З похоронних обрядів характерна кремація.

## Господарство
Основу господарства займали полювання і скотарство.